# Soudeilles
Soudeilles ist eine französische Gemeinde mit 297 Einwohnern (Stand 1. Januar 2022) im Département Corrèze in der Region Nouvelle-Aquitaine. Die Einwohner nennen sich Soudeillois(es).

## Geografie
Die Gemeinde liegt im Zentralmassiv am Rand des Plateau de Millevaches und somit auch im Regionalen Naturpark Millevaches en Limousin direkt neben der Autoroute A89, am Oberlauf der Soudeillette, einem Nebenfluss der Luzège.
Tulle, die Präfektur des Départements, liegt ungefähr 35 Kilometer südwestlich, Égletons etwa 7 Kilometer südwestlich und Ussel rund 25 Kilometer nordöstlich.
Nachbargemeinden von Soudeilles sind Davignac im Norden, Maussac im Nordosten, Darnets im Osten, Égletons im Süden und Südwesten sowie Péret-Bel-Air im Nordwesten.

### Verkehr
Die Autoroute A89 ist über die Abfahrt 22 bei Égletons erreichbar.

## Wappen
Beschreibung: Der gespaltene Schild ist vorn silber-blau geschacht und hinten in Silber drei rote Pfähle.

## Einwohnerentwicklung
| Jahr      | 1962 | 1968 | 1975 | 1982 | 1990 | 1999 | 2007 | 2016 |
| Einwohner | 378  | 331  | 315  | 299  | 289  | 272  | 286  | 306  |

## Sehenswürdigkeiten
Die Kirche Saint-Martin wurde zwischen dem 12. und 14. Jahrhundert erbaut. Sie ist seit 1917 als Monument historique klassifiziert.

## Persönlichkeiten
- Fabien Domingo (* 1976), Rugby-Spieler
- Thomas Domingo (* 1985), Rugby-Spieler